# District de Morang
Le district de Morang (en népalais : मोरङ जिल्ला) est l'un des 77 districts du Népal. Il est rattaché à la province de Koshi. La population du district s'élevait à 960 858 habitants en 2011.

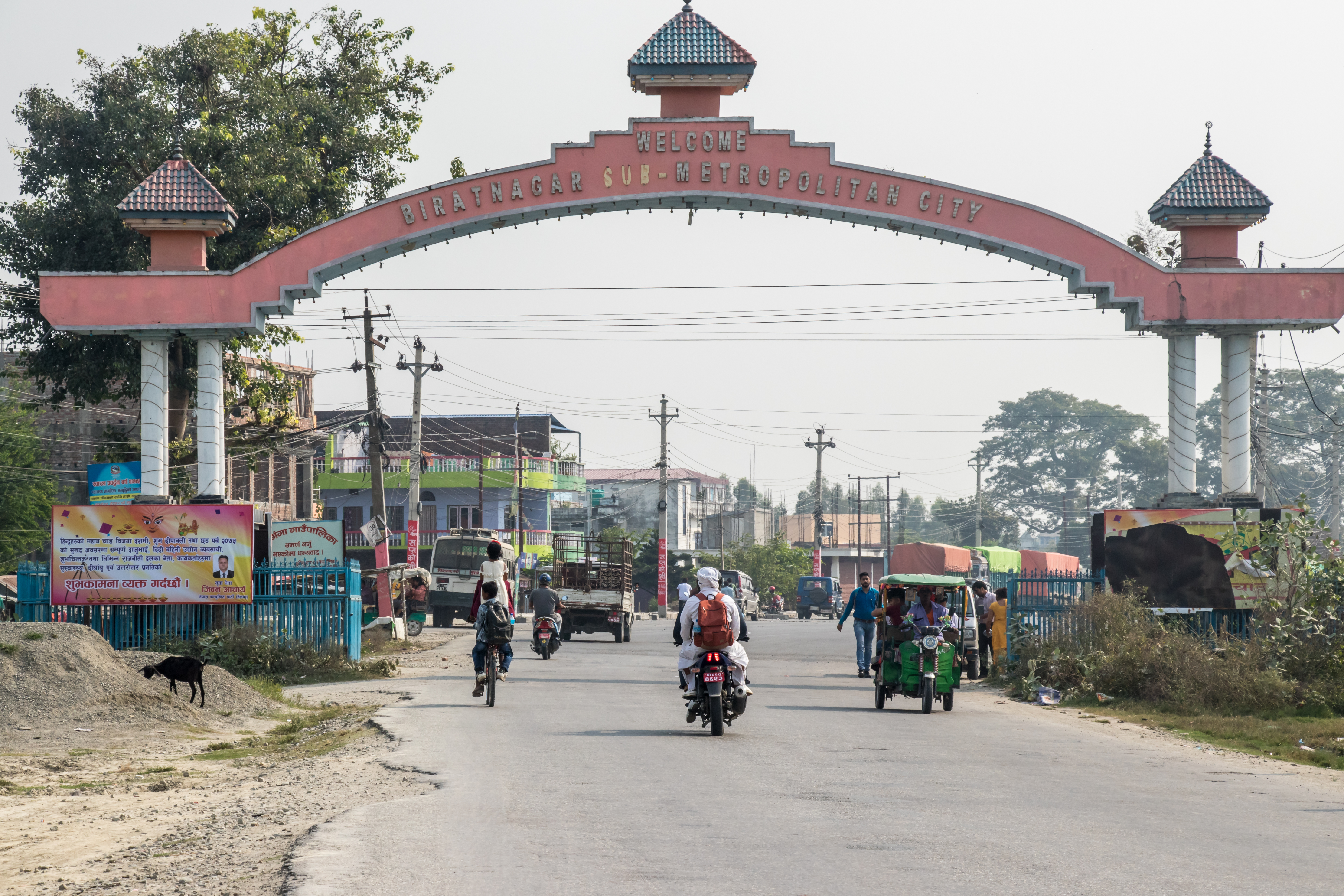
Entrée à Biratnagar

## Histoire
Il faisait partie de la zone de Koshi et de la région de développement Est jusqu'à la réorganisation administrative de 2015 où ces entités ont disparu.

## Subdivisions administratives
Le district de Morang est subdivisé en 17 unités de niveau inférieur, dont une ville métropolitaine, 8 municipalités et 8 gaunpalikas ou municipalités rurales.
| #  | Nom                | Nom en népalais | Type                 | Population (2011) | Superficie (km2) |
| -- | ------------------ | --------------- | -------------------- | ----------------- | ---------------- |
| 1  | Biratnagar         | विराटनगर          | ville métropolitaine | 214 663           | 77               |
| 2  | Belwari            | बेलवारी            | municipalité         | 65 892            | 132,79           |
| 3  | Letang             | लेटाङ             | municipalité         | 32 035            | 119,23           |
| 4  | Pathri Shanishchre | पथरी शनिश्चरे       | municipalité         | 62 440            | 79,81            |
| 5  | Rangeli            | रंगेली             | municipalité         | 52 013            | 111,78           |
| 6  | Ratuwamai          | रतुवामाई           | municipalité         | 55 380            | 142,15           |
| 7  | Sunavarshi         | सुनवर्षिी           | municipalité         | 50 758            | 106,4            |
| 8  | Urlawari           | उर्लावारी           | municipalité         | 54 696            | 74,62            |
| 9  | Sundararaicha      | सुन्दरहरैचा         | municipalité         | 80 518            | 110,16           |
| 10 | Budhiganga         | बुढीगंगा            | gaunpalika           | 41 586            | 56,41            |
| 11 | Dhanpalthan        | धनपालथानी          | gaunpalika           | 39 394            | 70,26            |
| 12 | Gramthan           | ग्रामथान           | gaunpalika           | 32 717            | 71,84            |
| 13 | Jahda              | जहदा             | gaunpalika           | 41 819            | 62,38            |
| 14 | Kanepokhari        | कानेपोखरी           | gaunpalika           | 38 033            | 82,83            |
| 15 | Kathari            | कटहरी            | gaunpalika           | 39 775            | 51,59            |
| 16 | Kerawari           | केरावारी            | gaunpalika           | 30 431            | 219,83           |
| 17 | Miklajung          | मिक्लाजुङ           | gaunpalika           | 28 708            | 158,98           |

## Assemblée constituante de 2008
Pour l'élection de l'Assemblée constituante, le 10 avril 2008, dans le cadre du scrutin uninominal majoritaire à un tour, le district de Morang est divisé en neuf circonscriptions électorales. Les députés élus dans le district sont :
| Circons- cription | Député                               | Parti                                     |
| ----------------- | ------------------------------------ | ----------------------------------------- |
| 1re               | Amod Prasad Updhaya                  | Congrès népalais                          |
| 2e                | Lal Bahadur Susling Magar            | Parti communiste du Népal (maoïste)       |
| 3e                | Sabitri Kumar Kafle                  | Parti communiste du Népal (maoïste)       |
| 4e                | Rama Nand Mandal                     | Forum des droits du peuple madhesi, Népal |
| 5e                | Upendra Yadav                        | Forum des droits du peuple madhesi, Népal |
| 6e                | Bhim Raj Chaudhari Rajbansi          | Forum des droits du peuple madhesi, Népal |
| 7e                | Bijaya Kumar Gachchedar              | Forum des droits du peuple madhesi, Népal |
| 8e                | Gopi Nahadur Sarki alias « Achhami » | Parti communiste du Népal (maoïste)       |
| 9e                | Narendra Bahadur Dhimal              | Parti communiste du Népal (maoïste)       |